# Raffaello Gambino
Raffaello Gambino (ur. 18 kwietnia 1928 w Rzymie, zm. 26 sierpnia 1989 w Lipari) – włoski piłkarz wodny, brązowy medalista olimpijski z Helsinek.
Wraz z kolegami zdobył brązowy medal na Letnich Igrzyskach Olimpijskich 1952 w Helsinkach. Zagrał tam w 7 meczach.